# 草藥醫學
草藥醫學（英語：Herbal medicine，Herbalism），研究與使用植物於醫療用途的學問。它的範圍除了植物之外，通常也可擴展到真菌、昆蟲、甲殼類、動物及礦物。對所有由自然產生的藥物進行研究的學科，稱為生藥學。

## 概論
有些植物的植物化學成分會影響人體，有些可能是在少量即有效果，也有些是在大量攝取時是有毒的。

## 歷史
草藥長久以來就是中药的基礎，可以追溯到公元第一世紀甚至更早。印度的阿育吠陀醫藥系統也是以草藥為基礎。西方對草藥的使用是起源於希波克拉底的基礎治療系統，其中是以四元素的治療隱喻為基礎。西方著名的草藥家有伊本·西那（波斯）、盖伦（羅馬）、帕拉塞尔苏斯（德意志瑞士）、尼古拉斯·卡爾佩珀（英國），以及19世紀/20世紀初在美國傾向植物學的折衷醫生（Eclectic physicians），例如John Milton Scudder、Harvey Wickes Felter、John Uri Lloyd。現代的藥物起源自以前粗製的草藥，一直到今天，有些藥物仍然是從植物中萃取，再加以純化，以符合藥品的標準。

## 進一步閱讀
- Aronson, Jeffrey K. . Elsevier. 2008  [2020-01-10]. ISBN 9780080932903. （原始内容存档于2020-04-02）.
- Braun, Lesley & Cohen, Marc. . Elsevier. 2007. ISBN 9780729537964.

1. ↑  .   [2007-12-19]. （原始内容存档于2014-08-20）.